# Pokoria
Pokoria (też Pokora, Słupia-Pokora) – nieoficjalna nazwa części wsi Słupia w Polsce, w województwie łódzkim, w powiecie skierniewickim, w gminie Słupia.
Osada powstała w XIX wieku, początkowo składając się z czterech domów i czternastu gospodarstw rolnych. W 1864 roku obejmowała 93,152 morgi ziemi, w tym cztery gospodarstwa o powierzchni 21,172 mórg każde oraz pięć mniejszych gospodarstw o obszarze poniżej 5 mórg. W 1886 roku obszar osady uległ zwiększeniu do 96,29 mórg, poszerzył się przy tym areał, głównie kosztem zmniejszenia powierzchni placów i ogrodów, jednak stan posiadania poszczególnych gospodarstw był mniejszy, bo wynosił poniżej 5 mórg – 5 gospodarstw, 5-10 mórg – 3 gospodarstwa, 10-15 mórg – 3 gospodarstwa i jedno gospodarstwo – 17,11 mórg. Według danych ze spisu ludności z 1921 roku wieś obejmowała 9 budynków i zamieszkiwało ją 60 osób (32 kobiety i 28 mężczyzn) – wyłącznie Polaków wyznania rzymskokatolickiego. W 1970 roku miejscowość liczyła 179 mieszkańców (102 kobiety i 77 mężczyzn) w 37 budynkach, zawierających 43 mieszkania, obejmowała wówczas 43 gospodarstwa domowe, z czego 34 stanowiły indywidualne gospodarstwa rolne o łącznej powierzchni 110 ha.
W latach 1975–1991 miejscowość należała administracyjnie do województwa skierniewickiego.
Wieś włączono do Słupi 1 stycznia 1992 roku, a jej nazwę zniesiono.